# Premi Emmy 2009
La cerimonia della 61ª edizione dei Primetime Emmy Awards (61st Primetime Emmy Awards) si è tenuta al Nokia Theatre di Los Angeles il 20 settembre 2009.
La cerimonia è stata trasmessa dalla CBS. Le nomination sono state annunciate il 16 luglio 2009.
I Creative Arts Emmy Awards sono stati consegnati il 12 settembre.

## Primetime Emmy Awards

### Migliore serie tv drammatica
- Mad Men
- Big Love
- Breaking Bad
- Damages
- Dexter
- Dr. House - Medical Division
- Lost

### Migliore serie tv commedia
- 30 Rock
- How I Met Your Mother
- Entourage
- Flight of the Conchords
- I Griffin
- The Office
- Weeds

### Migliore miniserie
- Little Dorrit, regia di Adam Smith, Dearbhla Walsh e Diarmuid Lawrence
- Generation Kill, regia di Susanna White e Simon Cellan Jones

### Migliore film per la televisione
- Grey Gardens - Dive per sempre, regia di Michael Sucsy
- Coco Chanel, regia di Christian Duguay
- Into the Storm - La guerra di Churchill, regia di Thaddeus O'Sullivan
- Prayers for Bobby, regia di Russell Mulcahy
- Taking Chance - Il ritorno di un eroe, regia di Ross Katz

### Migliore attore in una serie drammatica
- Bryan Cranston (Walter White) – Breaking Bad
- Simon Baker (Patrick Jane) – The Mentalist
- Gabriel Byrne (Paul Weston) – In Treatment
- Michael C. Hall (Dexter Morgan) – Dexter
- Jon Hamm (Don Draper) – Mad Men
- Hugh Laurie (Gregory House) – Dr. House - Medical Division

### Migliore attore in una serie commedia
- Alec Baldwin (Jack Donaghy) – 30 Rock
- Steve Carell (Michael Scott) – The Office
- Jermaine Clement (Jermaine) – Flight of the Conchords
- Jim Parsons (Sheldon Cooper) – The Big Bang Theory
- Tony Shalhoub (Adrian Monk) – Detective Monk
- Charlie Sheen (Charlie Harper) – Due uomini e mezzo

### Migliore attore in una miniserie o film per la televisione
- Brendan Gleeson (Winston Churchill) – Into the Storm - La guerra di Churchill
- Kevin Bacon (Michael Strobl) – Taking Chance - Il ritorno di un eroe
- Kenneth Branagh (Kurt Wallander) – Il commissario Wallander
- Kevin Kline (Cyrano de Bergerac) – Cyrano de Bergerac (Great Performances)
- Ian McKellen (Re Lear) – King Lear (Greatest Performances)
- Kiefer Sutherland (Jack Bauer) – 24: Redemption

### Migliore attrice in una serie drammatica
- Glenn Close (Patricia "Patty" Hewes) – Damages
- Sally Field (Nora Walker) – Brothers & Sisters - Segreti di famiglia
- Mariska Hargitay (Olivia Benson) – Law & Order: Unità Speciale
- Holly Hunter (Grace Hanadarko) – Saving Grace
- Elisabeth Moss (Peggy Olson) – Mad Men
- Kyra Sedgwick (Brenda Leigh Johnson) – The Closer

### Migliore attrice in una serie commedia
- Toni Collette (Tara Gregson) – United States of Tara
- Christina Applegate (Samantha "Sam" Newly) – Samantha chi?
- Tina Fey (Liz Lemon) – 30 Rock
- Julia Louis-Dreyfus (Christine Campbell) – La complicata vita di Christine
- Mary-Louise Parker (Nancy Botwin) – Weeds
- Sarah Silverman (Sarah Silverman) – Sarah Silverman Show

### Migliore attrice in una miniserie o film per la televisione
- Jessica Lange (Big Edie) – Grey Gardens - Dive per sempre
- Drew Barrymore (Little Edie) – Grey Gardens - Dive per sempre
- Shirley MacLaine (Coco Chanel) – Coco Chanel
- Sigourney Weaver (Mary Griffith) – Prayers for Bobby
- Chandra Wilson (Yvonne) – Amiche per caso (Accidental Friendship), regia di Don McBrearty

### Migliore attore non protagonista in una serie drammatica
- Michael Emerson (Benjamin Linus) – Lost
- Christian Clemenson (Jerry Espenson) – Boston Legal
- William Hurt (Daniel Purcell) – Damages
- Aaron Paul (Jesse Pinkman) – Breaking Bad
- William Shatner (Denny Crane) – Boston Legal
- John Slattery (Roger Sterling) – Mad Men

### Migliore attore non protagonista in una serie commedia
- Jon Cryer (Alan Harper) – Due uomini e mezzo
- Kevin Dillon (Johnny "Drama" Chase) – Entourage
- Neil Patrick Harris (Barney Stinson) – How I Met Your Mother
- Jack McBrayer (Kenneth Parcell) – 30 Rock
- Tracy Morgan (Tracy Jordan) – 30 Rock
- Rainn Wilson (Dwight Schrute) – The Office

### Migliore attore non protagonista in una miniserie o film per la televisione
- Ken Howard (Phelan Beale) – Grey Gardens - Dive per sempre
- Len Cariou (Franklin D. Roosevelt) – Into the Storm - La guerra di Churchill
- Tom Courtenay (Mr. Dorrit) – Little Dorrit
- Bob Newhart (Judson) – Librarian 3 - La maledizione del calice di Giuda (The Librarian: The Curse of the Judas Chalice), regia di Jonathan Frakes
- Andy Serkis (Rigaud) – Little Dorrit

### Migliore attrice non protagonista in una serie drammatica
- Cherry Jones (Allison Taylor) – 24
- Rose Byrne (Ellen Parsons) – Damages
- Hope Davis (Mia) – In Treatment
- Sandra Oh (Cristina Yang) – Grey's Anatomy
- Dianne Wiest (Gina) – In Treatment
- Chandra Wilson (Miranda Bailey) – Grey's Anatomy

### Migliore attrice non protagonista in una serie commedia
- Kristin Chenoweth (Olive Snook) – Pushing Daisies
- Jane Krakowski (Jenna Maroney) – 30 Rock
- Elizabeth Perkins (Celia Hodes) – Weeds
- Amy Poehler (vari) – Saturday Night Live
- Kristen Wiig (vari) – Due uomini e mezzo
- Vanessa L. Williams (Wilhelmina Slater) – Ugly Betty

### Migliore attrice non protagonista in una miniserie o film per la televisione
- Shohreh Aghdashloo (Sajida Khairallah Talfah) – Casa Saddam, regia di Jim O'Hanlon
- Marcia Gay Harden (Janina Sendler) – Il coraggio di Irena Sendler (The Courageous Heart of Irena Sendler), regia di John Kent Harrison
- Janet McTeer (Clemmie Churchill) – Into the Storm - La guerra di Churchill
- Jeanne Tripplehorn (Jacqueline Kennedy Onassis) – Grey Gardens - Dive per sempre
- Cicely Tyson (Pearl) – Relative Strangers, regia di Charles Burnett

### Migliore regia per una serie drammatica
- E.R. - Medici in prima linea – Rod Holcomb per l'episodio Finire e ricominciare
- Battlestar Galactica – Michael Rymer per l'episodio Daybreak, Part II
- Boston Legal – Billi D'Elia per gli episodi Made in China e Finché morte non ci separi
- Damages – Todd A. Kessler per l'episodio Trust Me
- Mad Men – Phil Abraham per l'episodio Jet Set

### Migliore regia per una serie commedia
- The Office – Jeffrey Blitz per l'episodio Stress Relief
- 30 Rock – Tod Holland per l'episodio Generalissimo
- 30 Rock – Beth McCarthy-Miller per l'episodio Reunion
- 30 Rock – Millicent Shelton per l'episodio Apollo, Apollo
- Entourage – Julian Falino per l'episodio Una notte da sballo
- Flight of the Conchords – James Bobin per l'episodio The Tough Brets

### Migliore regia per una miniserie o film per la televisione
- Little Dorrit – Dearbhla Walsh
- Generation Kill – Susanna White
- Grey Gardens - Dive per sempre – Michael Sucsy
- Into the Storm - La guerra di Churchill – Thaddeus O'Sullivan
- Taking Chance - Il ritorno di un eroe – Ross Katz
- Il commissario Wallander - Delitto di mezza estate – Philip Martin

### Migliore sceneggiatura per una serie drammatica
- Mad Men – Kater Gordon e Matthew Weiner per l'episodio Rivelazioni
- Lost – Carlton Cuse e Damon Lindelof per l'episodio L'incidente
- Mad Men – Andre Jacquemetton, Maria Jacquemetton e Matthew Weiner per l'episodio Un nuovo inizio
- Mad Men – Robin Veith e Matthew Weiner per l'episodio Una serata indimenticabile
- Mad Men – Matthew Weiner per l'episodio Jet Set

### Migliore sceneggiatura per una serie commedia
- 30 Rock – Matt Hubbard per l'episodio Reunion
- 30 Rock – Jack Burditt e Robert Carlock per l'episodio Kidney, Now!
- 30 Rock – Robert Carlock per l'episodio Apollo, Apollo
- 30 Rock – Ron Winer per l'episodio Mamma mia
- Flight of the Conchords – James Bobin, Jemaine Clement e Bret McKenzie per l'episodio Prime Minister

### Migliore sceneggiatura per una miniserie o film per la televisione
- Little Dorrit – Andrew Davies
- Generation Kill – David Simon
- Grey Gardens - Dive per sempre – Michael Sucsy e Patricia Rozema
- Into the Storm - La guerra di Churchill – Hugh Whitemore
- Taking Chance - Il ritorno di un eroe – Michael Strobl e Ross Katz

## Creative Arts Emmy Awards
I Primetime Creative Arts Emmy Awards sono stati consegnati il 12 settembre 2009.

### Casting
- Migliore casting per una serie tv drammatica: True Blood
- Migliore casting per una serie tv comica o commedia: 30 Rock
- Migliore casting per una miniserie o un film per la televisione: Little Dorrit

### Migliore serie animata della durata massima di un'ora
- South Park per l'episodio Margaritaville
- American Dad! per l'episodio 1600 candeline
- Robot Chicken per l'episodio Star Wars Episode II
- I Simpson per l'episodio Gone Maggie Gone

### Migliore attore ospite in una serie drammatica
- Michael J. Fox (Dwight) – Rescue Me | Episodio: Sheila
- Edward Asner (Abraham Klein) – CSI: NY | Episodio: Yahrzeit
- Ernest Borgnine (Paul Manning) – E.R. - Medici in prima linea | Episodio: Finire e ricominciare
- Ted Danson (Arthur Frobisher) – Damages | Episodio: They Had to Tweeze That Out of My Kidney
- Jimmy Smits (Miguel Prado) – Dexter | Episodio: Go Your Own Way

### Migliore attore ospite in una serie comica o commedia
- Justin Timberlake (personaggi vari) – Saturday Night Live
- Alan Alda (Milton Greene) – 30 Rock | Episodio: Mamma Mia
- Beau Bridges (Eli Scruggs) – Desperate Housewives | Episodio: Tutto si può riparare
- Jon Hamm (Drew Baird) – 30 Rock | Episodio: The Bubble
- Steve Martin (Gavin Volure) – 30 Rock | Episodio: Gavin Volure

### Migliore attrice ospite in una serie drammatica
- Ellen Burstyn (Bernadette Stabler) – Law & Order: Unità Speciale | Episodio: Altalena
- Brenda Blethyn (Linnie Malcolm/Caroline Cantwell) – Law & Order: Unità Speciale | Episodio: In casa
- Carol Burnett (Bridget 'Birdie' Sulloway) – Law & Order: Unità Speciale | Episodio: Ballerina
- Sharon Lawrence (Robbie Stevens) – Grey's Anatomy | Episodio: Non riuscire a dire "mi dispiace"
- CCH Pounder (Mrs. Curtin) – The No. 1 Ladies' Detective Agency | Episodio: The Boy with the African Heart

### Migliore attrice ospite in una serie comica o commedia
- Tina Fey (Governatore Sarah Palin) – Saturday Night Live | Episodio: Presidential Bash 2008
- Jennifer Aniston (Claire) – 30 Rock | Episodio: The One with the Cast of Night Court
- Christine Baranski (Beverly Hofstadter) – The Big Bang Theory | Episodio: La capacità materna
- Gena Rowlands (Marge) – Detective Monk | Episodio: Mr. Monk and the Lady Next Door
- Elaine Stritch (Colleen Donaghy) – 30 Rock | Episodio: Christmas Special
- Betty White (Crazy Witch Lady) – My Name Is Earl | Episodio: Witch Lady